# Lothar Kröpelin
Lothar Kröpelin (* 6. August 1937; † 1. Dezember 1998) war ein deutscher Fußballspieler. Von 1963 bis 1965 absolvierte der Defensivspieler für den Hamburger SV in der Fußball-Bundesliga 24 Spiele.

## Laufbahn
Kröpelin begann seine Fußball-Laufbahn beim VfB Lübeck. In der Saison 1956/57 schaffte er mit den Grün-Weißen von der Lohmühle den Aufstieg in die Fußball-Oberliga Nord. Am 11. August 1957 debütierte das gerade 20 Jahre gewordene Talent mit dem VfB in der Oberliga. Bei Werder Bremen gab es eine 2:7-Niederlage, wobei der Bremer Halbstürmer Willi Schröder mit vier Toren glänzte. Als 15. stieg Lübeck wieder in das Amateurlager ab; Kröpelin hatte an der Seite der Leistungsträger Albert „Jonny“ Felgenhauer, Horst Kiow und Walter Gawletta in 22 Spielen ein Tor erzielt. Umgehend gelang 1958/59 in der Aufstiegsrunde gegen die Konkurrenten VfB Oldenburg, Blumenthaler SV und Eimsbütteler TV die Rückkehr in die Oberliga. Im entscheidenden Spiel gewann Mittelläufer Kröpelin am 24. Mai 1959 das Heimspiel gegen den schärfsten Konkurrenten VfB Oldenburg vor 13.000 Zuschauern mit 2:0 Toren. An seiner Seite standen Leistungsträger wie Torhüter Felgenhauer, Hans Buurma, Jürgen Brinckmann, Rolf Gieseler und Harry Clasen. In der Saison 1959/60 gelang mit dem 14. Rang knapp der Klassenerhalt und Kröpelin war in 29 Spielen mit einem Tor für Lübeck am Ball gewesen. Seine Leistung wurde durch die Berücksichtigung für das Auswahlspiel des Norddeutschen Fußball-Verbandes (NFV) am 20. April 1960 in Groningen gegen Nordholland gewürdigt. Er spielte beim 3:3-Remis an der Seite von Horst Schnoor, Jochenfritz Meinke, Dieter Seeler, Uwe Seeler, Gert Dörfel, Ingo Porges, Peter Osterhoff, Jürgen Kurbjuhn, Dieter Thun und Willi Schröder. Zur Saison 1960/61 wurde er vom Hamburger SV verpflichtet. Da er aber von Lübeck die Freigabe verweigert bekam, war der talentierte Abwehrspieler erst ab der Runde 1961/62 für den HSV spielberechtigt.
Da diese Sperre international keine Geltung hatte, kam Kröpelin am 27. November 1960, beim Rückspiel im Europapokal der Landesmeister gegen Young Boys Bern in Hamburg zum Einsatz. Beim 3:3-Remis bildete er mit Jürgen Werner und Dieter Seeler die Läuferreihe im damals üblichen WM-System. Am 5. August 1961 debütierte der Mann aus Lübeck beim 1:0-Heimerfolg gegen den VfB Lübeck als Mittelläufer in der Oberligamannschaft der „Rothosen“. Für den HSV kam er in den zwei Oberligajahren unter den Trainern Günter Mahlmann und Martin Wilke bis 1963 zu 17 weiteren Oberligaeinsätzen. Mitspieler waren unter anderem Uwe Seeler, Dieter Seeler, Gert Dörfel, Horst Schnoor, Horst Dehn, Erwin Piechowiak, Jürgen Kurbjuhn, Klaus Stürmer, Gerhard Krug, Jochenfritz Meinke, Jürgen Werner und Harry Bähre. Im Pokalfinale 1963 wurde Kröpelin nicht eingesetzt.
Nach Einführung der Fußball-Bundesliga ab der Serie 1963/64 kam er von 1963 bis 1965 für Hamburg in 24 Spielen zum Einsatz. Tore gelangen dem Verteidiger beim HSV allerdings nicht. Mit dem Einsatz am 30. Spieltag, den 15. Mai 1965, bei der 2:4-Heimniederlage gegen den FC Schalke 04, verabschiedete sich Kröpelin aus der Bundesliga und vom Hamburger SV. Er unterschrieb in der Fußball-Regionalliga Nord bei Holstein Kiel einen neuen Vertrag.
Am zweiten Spieltag der Saison 1965/66 debütierte er in der Regionalliga. Kiel gewann mit 3:0 Toren beim Bremer SV und die Abwehr des Nordtitelverteidigers war dabei mit Torhüter Franz Möck, den Verteidigern Rudolf Balsam und Uwe Witt, sowie der Läuferreihe mit Hans Peter Ehlers, Kröpelin und Jürgen Rohweder besetzt gewesen. Kiel verfehlte am Rundenende mit einem Punkt Rückstand den Einzug in die Aufstiegsrunde und wurde punktgleich mit Vize Göttingen Dritter. Kröpelin hatte 22 Spiele absolviert. Auch in seiner zweiten Runde belegte er mit Kiel den dritten Rang. Dabei verloren die „Störche“ am Schlusstag, am 15. Mai 1967, durch eine 0:2-Auswärtsniederlage beim SC Sperber Hamburg die Meisterschaft. Wiederum wurden sie – mit Spielern wie Friedemann Paulick, Gerd Koll, Franz-Josef Hönig, Jürgen Wohlgemuth und Hans-Joachim Weller – erneut hinter dem punktgleichen Vize Göttingen 05 Dritter. Insgesamt bestritt Kröpelin für Kiel 34 Einsätze in der Regionalliga Nord. Auch in Kiel schoss er kein Tor. 1967 ging er wieder nach Hamburg und spielte dort für den Harburger TB.

## Erfolge
- Aufstieg in die Oberliga: 1956/57, 1958/59